# Нурміярві
Нурміярві (фін. Nurmijärvi) — громада в провінції Уусімаа, Фінляндія. Загальна площа території — 367,26 км². Найбільшим селом муніципалітету є Клауккала.

## Демографія
На 31 січня 2022 в громаді Нурміярві проживають 44437 чоловік: 22409 чоловіків і 22028 жінок.
Фінська мова є рідною для 92,8% жителів, шведська — для 1,2%. Інші мови є рідними для 5,9% жителів громади. 
Зміна чисельності населення за роками:  
| Рік  | Чисельність |
| ---- | ----------- |
| 1980 | 22115       |
| 1990 | 28129       |
| 2000 | 33104       |
| 2010 | 39937       |
| 2020 | 43036       |

## Відомі уродженці
- Алексіс Ківі (1834 — 1872) — фінський письменник та драматург.
- Матті Ванганен (нар. 1955) — Фінський політик, колишній прем'єр-міністр Фінляндії.